# Robert Bristow
Robert Bristow (13 de diciembre de 1880 - 3 de septiembre de 1966) fue un ingeniero portuario británico conocido por sus contribuciones al desarrollo del puerto de Cochín en Kerala, India y es considerado el arquitecto del puerto moderno de Kochi. Bristow relató sus experiencias en su libro Cochin Saga, que se considera una importante fuente de historiografía de Kerala. También se destaca por sus iniciativas al fundar el Lotus Club, el primer club interracial en Kochi. También fue miembro de la Royal Society of Arts.